# Federação Nacional de Educação e Integração dos Surdos
Der Federação Nacional de Educação e Integração dos Surdos (kurz FENEIS, Brasilianischer Gehörlosenverband) ist der nationale Gehörlosenverband in Brasilien.

## Allgemeines
Der FENEIS wurde am 16. Mai 1987 gegründet und ist eine Organisation mit zivilen und gemeinnützigen Zielen, die sich für die Vertretung der gehörlosen Menschen einsetzt. Er hat seinen Sitz in Bairro Cruzeiro, Rua Albita, 144, Belo Horizonte. Antonio Abreu ist der aktuelle Präsident (Stand: 2024).

## Verbandsarbeit
Im Jahr 2000 gab es in Brasilien 166.400 Gehörlose, von denen viele nicht richtig an der Gesellschaft teilhaben konnten. FENEIS hat daraufhin im Jahr 2005 mit dem politischen Dekret 5626/2005 zur Anerkennung und Regulierung von LIBRAS (Língua Brasileira de Sinais, Brasilianische Gebärdensprache) einen wichtigen Schritt errungen.
Einige weitere wichtige Errungenschaften waren das Dolmetschen von Wahlprogrammen und Untertitel im Fernsehen. Mit der Umsetzung des Letters-Libras-Kurses, zunächst in Minas Gerais, durch die Partnerschaft der CEFET MG / Universidade Federal de Santa Catarina verfügten sie über eine Gruppe gut ausgebildeter gehörloser Studenten. Andere Universitäten wollten auch die Kursvoraussetzungen schaffen und Dolmetscher für den Unterricht engagieren. FENEIS setzte sich auch für die Einstellung von gehörlosen Arbeitskräften ein.
Im Rahmen eines Projekts wurden 2012 30 gehörlose Menschen professionell ausgebildet und zertifiziert, um als Dozenten für LIBRAS arbeiten zu können. Die Vermittlung dieser Personen in diesen gefragten Bereich sicherte die weitere Existenz von LIBRAS ab.